# 로즈올드필드쥐
로즈올드필드쥐(Thomasomys rhoadsi)는 비단털쥐과에 속하는 설치류이다. 에콰도르에서만 발견된다.

## 분포 및 서식지
에콰도르 북부 지역의 안데스산맥에 분포하고 산지림에서 서식한다.

## 생태
야행성 동물이다.